# Adamo Boari

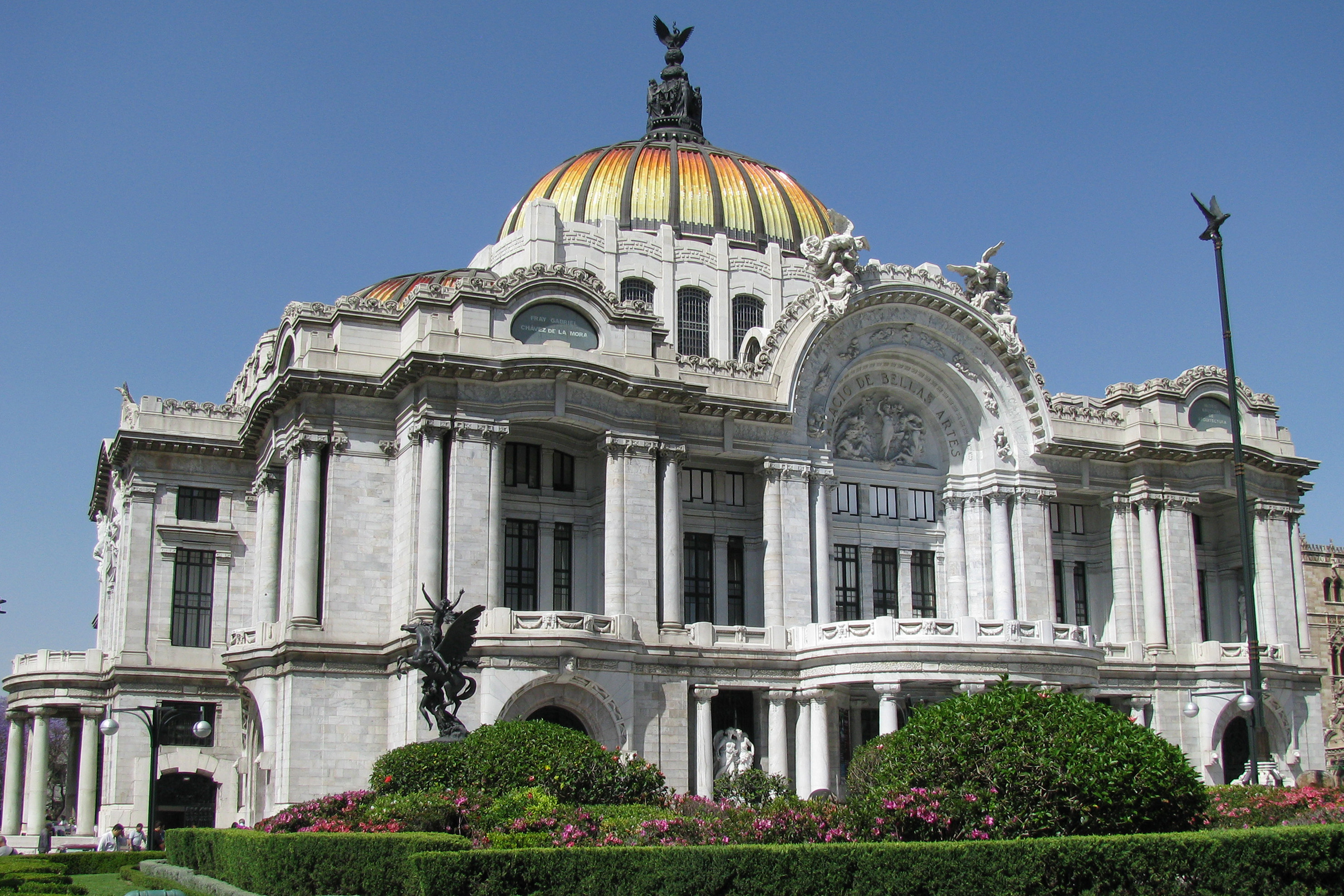
O Palácio de Belas Artes é a obra mais conhecida de Boari.

Adamo Boari (Marrara (Ferrara), Itália, 22 de outubro de 1863 - Roma, Itália, 24 de fevereiro de 1928). Foi um arquiteto italiano que teve uma carreira muito ativa no México. É conhecido pela construção de obras arquitetônicas imponentes na capital deste país, entre as quais o Palácio de Belas Artes, o teatro nacional de México.
Realizou seus estudos sobre arquitetura nas universidades de Ferrara e Bolonha, onde obteve o título de engenheiro civil no ano de 1886. Expôs vários desenhos realizados na exposição nacional de arquitetura em Turim. Em 1889, estabeleceu-se no Brasil, onde foi encarregado dos projetos para uma exposição universal, viajando mais tarde a Buenos Aires e Montevidéu. Também trabalhou nas cidades norte-americanas de Nova York e Chicago.
Em 1903, viajou ao México, onde, convidado pelo regime do Presidente Porfírio Díaz, realiza vários projetos, entre os quais se destacam: A igreja de Matehuala (1898), o Templo Expiatorio de Guadalajara (1899) e um monumento a Porfírio Diaz (1900). Também projetou sua casa, localizada na colônia Roma, na Cidade de México.
Na capital do país, passou a trabalhar nos projetos que lhe deram fama e reconhecimento, como: o Palácio dos Correios e o Palácio de Belas Artes. Foi este último o edifício a que mais tempo dedicou, trabalhando nele ainda após o início da Revolução mexicana (1916). 
Em 1916, volta à Itália e se estabelece em Roma, viajando com frequência a Ferrara.
Adamo Boari morreu em Roma em 24 de fevereiro de 1928.